# Svoboda (partito politico)
Svoboda (dall'ucraino: Libertà), nome completo Unione Pan-ucraina "Libertà" (Всеукраїнське Об'єднання "Свобода", Vseukraїns'ke Ob'jednannja "Svoboda"), è un partito politico ucraino di estrema destra, guidato da Oleh Tjahnybok.

## Storia

La runa del Wolfsangel, simbolo usato in passato anche dalla Germania nazista

### Partito Social Nazionalista Ucraino
Svoboda ha le sue origini nel Partito Social Nazionalista Ucraino (PSNU), organizzazione di stampo neonazista, fondato il 13 ottobre 1991 e registrato ufficialmente il 16 ottobre 1995 da Andrij Parubij, Oleh Tjahnybok, Yaroslav Andruškin e Jurij Kryvoručko. Il partito adottò un emblema che molti definiscono simile al Wolfsangel, noto simbolo della Germania nazista, sebbene il PSNU affermasse che tale simbolo significasse "Idea Nazionale" (I+N).
Negli anni '90 il partito fu molto attivo nella difesa degli edifici religiosi legati alla Chiesa Ortodossa Ucraina - Patriarcato di Kiev, la cui proprietà veniva rivendicata dalla Chiesa Ortodossa Ucraina (Patriarcato di Mosca). Le elezioni parlamentari del 1994 si rivelarono un fallimento per il PSNU, che ottenne solo lo 0,2% e nessun seggio; alle successive elezioni parlamentari del 1998, il partito ottenne lo 0,16%, in coalizione con altri movimenti di destra, riuscendo ad eleggere Tjahnybok alla Verchovna Rada. In Parlamento, Tjahnybok aderì al gruppo parlamentare del Movimento Popolare dell'Ucraina.
Nel 1999 il PSNU istituì il movimento "Patriota dell'Ucraina", che divenne l'ala giovanile del partito.
Nel 2001 il PSNU si unì alle proteste "Ucraina senza Kučma", scoppiate in seguito all'assassinio del direttore della Ukraïns'ka Pravda Georgij Gongadze, di cui il Presidente ucraino Leonid Kučma fu accusato di essere il mandante. Il partito non partecipò alle elezioni parlamentari del 2002, ma Tjahnybok fu rieletto nella lista del partito Ucraina Nostra.

### La presidenza di Oleh Tjahnybok
Eletto presidente nel 2004, Tjahnybok operò una ripulitura dei ranghi e dell'immagine del partito, espellendo elementi neonazisti e ribattezzando il partito in “Unione Pan-ucraina "Libertà"” e sostituendo il simbolo "Idea della Nazione" con il simbolo di una mano che mostra tre dita (stilizzando il Tryzub, simbolo nazionale dell'Ucraina); venne inoltre sciolto il movimento giovanile "Patriota dell'Ucraina", considerato troppo estremista. Nel frattempo, Parubij lasciò il partito, aderendo in seguito a Ucraina Nostra, movimento di centro-destra moderato guidato da Viktor Juščenko.
Sempre nel 2004 Tjahnybok creò controversia per avere affermato, durante una celebrazione religiosa in onore dell'Esercito Insurrezionale Ucraino (UPA), che il dovere degli ucraini era di combattere "la mafia giudeo-moscovita"; a causa di tali affermazioni, Tjahnybok venne espulso dal gruppo parlamentare Ucraina Nostra.

### La crescita dal 2009 al 2012
Il nuovo corso del partito ebbe risultati positivi per il partito: nel 2009 Svoboda divenne il primo partito nell'oblast' di Ternopil', eleggendo 50 seggi su 120. Nelle elezioni regionali del 2010, il partito ottenne il 20-30% nella Galizia Orientale, diventando una delle principali forze politiche locali. Il partito non riuscì tuttavia a capitalizzare questi risultati nelle elezioni presidenziali del 2010, dove Tjahnybok ottenne l',143% dei voti.
Nel 2010 Svoboda istituì l'organizzazione S14 come suo nuovo movimento giovanile: il gruppo è stato più volte accusato di essere un'organizzazione neonazista da vari esperti dell'estrema destra ucraina ed internazionale.
Le elezioni parlamentari del 2012 videro il primo successo di Svoboda a livello nazionale: il partito ottenne il 10,45% e 37 seggi nella Verchovna Rada. Durante le sessioni del nuovo parlamento, i membri di Svoboda si sono più volte scontrati con i parlamentari del Partito delle Regioni e del Partito Comunista dell'Ucraina, a volte anche fisicamente e violentemente.

### Maidan e ingresso nel governo

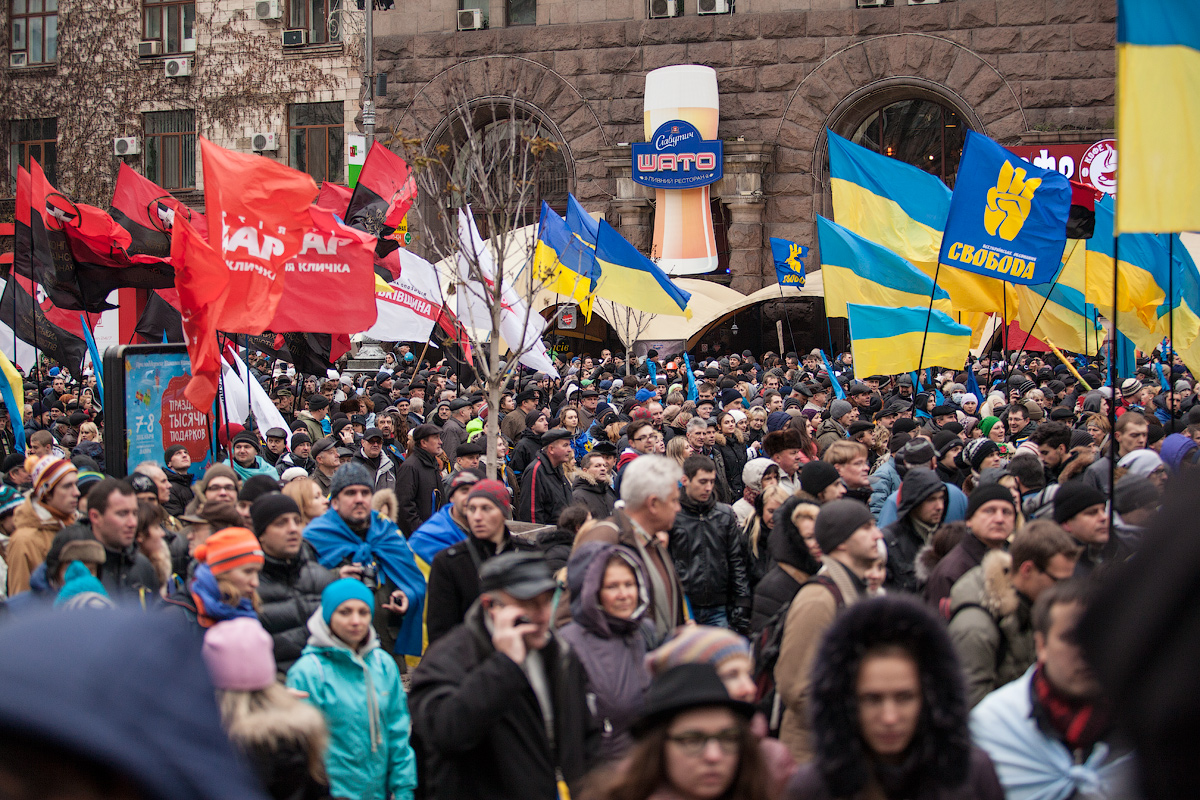
Membri di Svoboda, dell'UNA-UNSO e del Congresso dei Nazionalisti Ucraini durante le proteste dell'Euromaidan a Kiev.

Svoboda ha avuto un ruolo rilevante nelle proteste di Euromaidan: diciotto esponenti del partito sono stati uccisi nelle proteste ed il partito è stato responsabile dell'abbattimento del monumento a Vladimir Lenin a Kiev. Sempre durante Maidan, S14 ha rotto i rapporti con Svoboda per aderire al movimento nazionalista radicale Pravyi Sektor.
In seguito alla rivoluzione ucraina del 2014 e alla destituzione del Presidente Viktor Janukovyč, Svoboda è entrata ufficialmente a far parte del primo governo Yatseniuk: esponenti di Svoboda nel governo erano il vice primo ministro Oleksandr Sjch, il Ministro delle Politiche agricole Ihor Svaika ed il ministro delle Risorse naturali Andrij Mokhnijk. Esponenti del partito vennero nominati governatori degli oblast' di Poltava, Ternopil e Rivne.
Nonostante ciò, le elezioni presidenziali del 2014 si rivelarono un fallimento per il partito: Tjahnybok ottenne solo l'1,18%. Il 24 luglio 2014 Svoboda lasciò la maggioranza di governo.

### Il declino

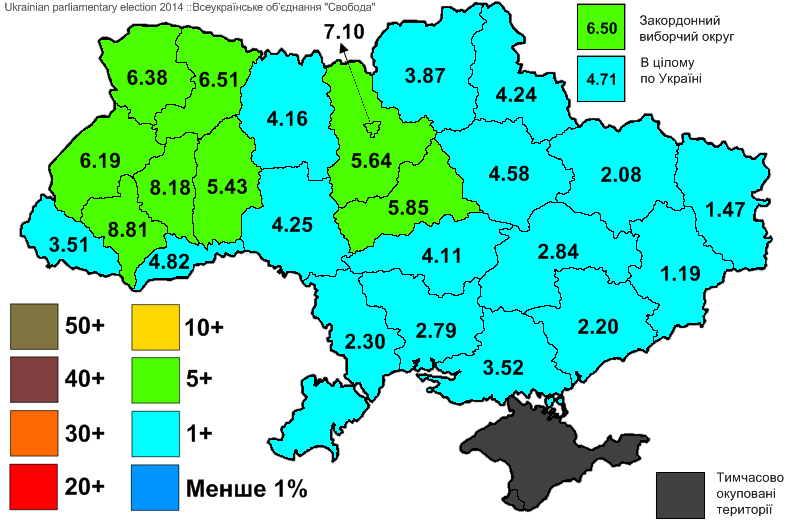
Voti ricevuti (% dei voti totali) nelle regioni ucraine nelle elezioni parlamentari del 2014.

Nelle elezioni parlamentari del 2014 il partito ottenne 6 seggi dai collegi elettorali; Svoboda ricevette il 4,71% dei voti, non abbastanza per raggiungere la soglia del 5% necessaria per ottenere seggi sulla lista nazionale. Il dimezzarsi delle preferenze al partito dipese dalla valutazione negativa dell'operato di governi regionali comprendenti membri di Svoboda. Svoboda non vinse nessun collegio elettorale nel suo vecchio bastione elettorale, l'oblast' di Leopoli. La concorrenza di altri partiti dai toni patriottico-nazionalisti, anticomunisti e antirussi contribuì a peggiorare i risultati.
Il 12 novembre 2014 i ministri di Svoboda nel Governo Yatsenyuk diedero le dimissioni, divenendo ministri ad interim fino alla formazione di un nuovo governo. Anche i governatori di Svoboda degli Oblast di Poltava, Ternopil e Rivne diedero le dimissioni e furono formalmente congedati dal presidente Petro Poroshenko il 18 novembre 2014.
Negli anni successivi Svoboda, pur riuscendo a far rieleggere alcuni suoi esponenti divenuti sindaci nel 2010 (a Ternopil', Ivano-Frankivs'k e Chmel'nyc'kyj), Svoboda non ha più recuperato la precedente popolarità: nelle elezioni parlamentari del 2019, Svoboda (in coalizione con Pravyj Sektor, Corpo Nazionale e altri partiti nazionalisti) ha ottenuto solo il 2,15% dei voti, eleggendo un solo parlamentare, mentre alle elezioni presidenziali del 2019, il candidato dell'estrema destra Ruslan Košuljnskji ha ottenuto appena l'1,16% dei voti.
Nel 2024 un'ex deputata di Svoboda, Iryna Farion, nota per le sue forti posizioni anti-russe e contro la lingua russa in Ucraina, fu uccisa a colpi di arma da fuoco da ignoti.

## Ideologia

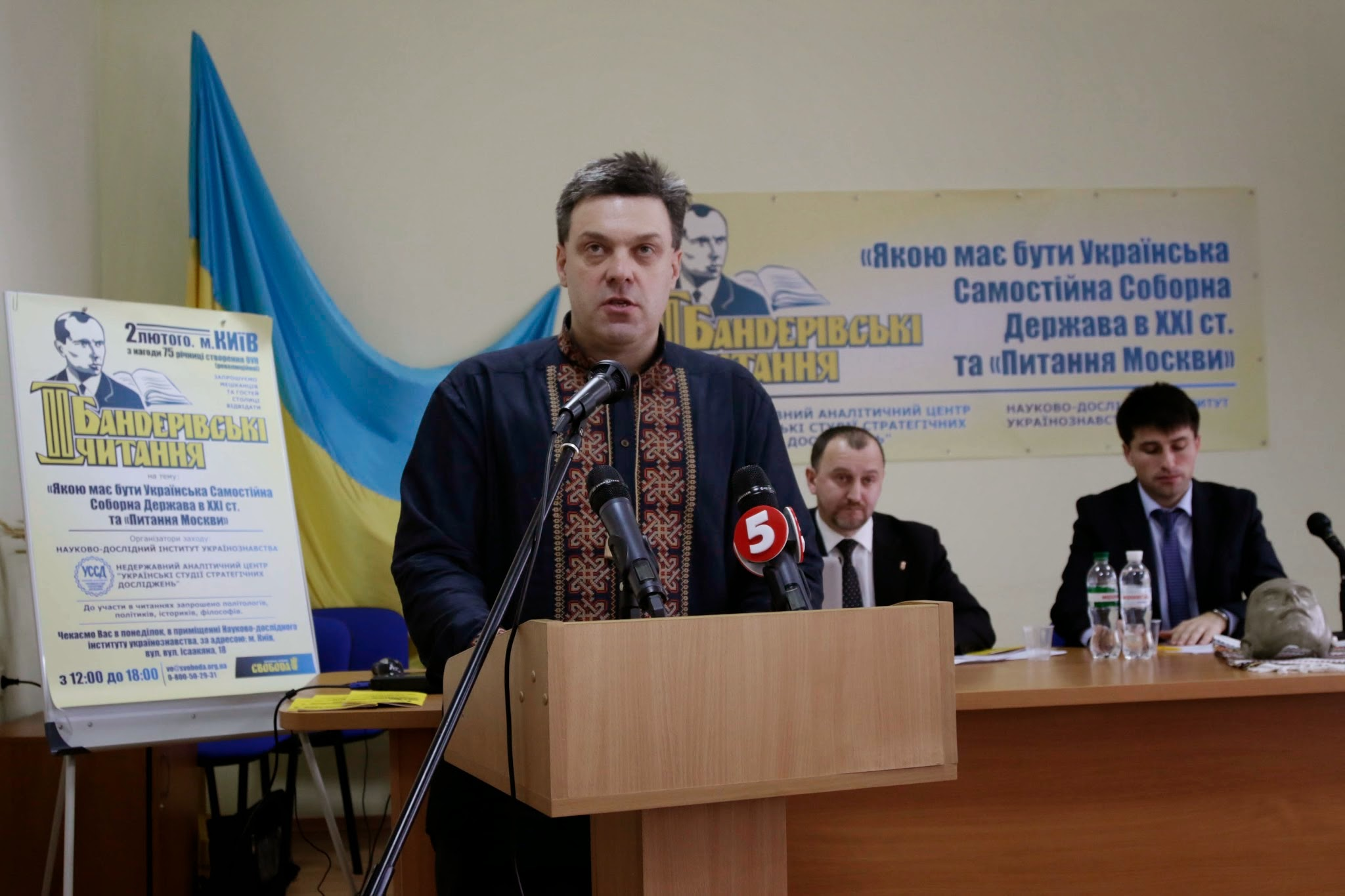
Oleh Tjahnybok durante un evento di lettura dei testi di Stepan Bandera organizzato da Svoboda nel 2015.

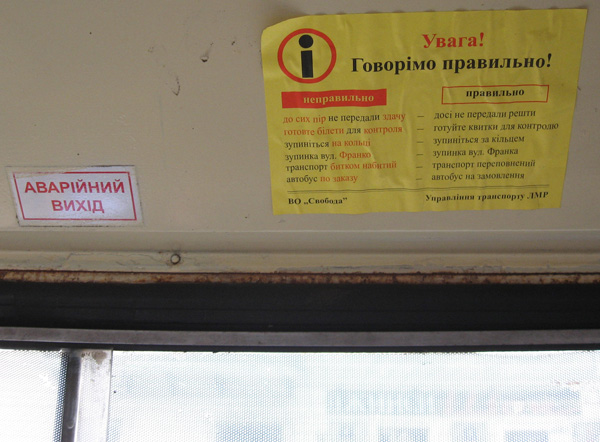
Manifesto di propaganda di Svoboda contro l'uso del suržik in Ucraina.

Svoboda è stato definito da alcuni analisti politici come un partito ultranazionalista e neonazista che si richiama a Stepan Bandera e a Jaroslav Stec'ko. Il partito si dice favorevole a un sistema di governo presidenziale.
La piattaforma di Svoboda del 2014 si basava sui seguenti punti:
- Ucraina come repubblica presidenziale.
- Lustratio del passato comunista dagli apparati statali.
- Repressione penale della "Ucrainofobia".
- Diritto alla cittadinanza solo per ius sanguinis, fatto salvo chi abbia vissuto in Ucraina per almeno 15 anni e dimostri la conoscenza delle istituzioni, della cultura e della lingua del Paese.
- Rinuncia agli accordi di Charkiv del 2010 (affidamento in locazione alla Russia della base navale di Sebastopoli).
- Impeachment di Viktor Janukovyč.
- Bando all'aborto e alla sua pubblicizzazione eccetto per casi medici e violenze, imprigionamento dai 3 ai 5 anni per chi viola la legge.
- Diritto a detenere e portare armi.
- Cancellazione delle tasse sui prodotti multimediali in lingua ucraina.
- Nazionalizzazione delle maggiori imprese, fine della privatizzazione delle terre, terre assegnate dallo stato in via ereditaria e maggior controllo sul sistema bancario.
- Reintroduzione dell'indicazione di appartenenza etnica su passaporti e certificati di nascita.
- Rappresentanze su base etnica degli ucraini etnici e delle minoranze negli apparati statali.
- Fermo sull'adozione di ucraini da parte di non ucraini.
- Abolizione dell'autonomia della Crimea.
- Abolizione dell'IVA.
- Decomunistizzazione delle vie pubbliche (strade, piazze, ecc..).
- Abbandono della CSI.
- Ingresso nella NATO.[6]
- Ri-acquisizione di armamenti nucleari tattici da parte dell'Ucraina.

Il partito ha avuto dal 2009 lo status di osservatore all'interno dell'Alleanza Europea dei Movimenti Nazionali, abbandonato il 20 marzo 2014 a causa della simpatia mostrata da diversi membri dell'Alleanza per l'intervento militare russo in Ucraina del 2014.

## Controversie
Nel maggio 2013 il Congresso ebraico mondiale etichettò il partito come "neonazista" e chiese ai governi europei di metterlo al bando.
Nel 2015 il sindaco neo eletto di Konotop Artem Semenikhin, membro di Svoboda, e la giunta comunale locale intitolarono una via a Oleksandr Muzychka, fervente esponente politico e militare di Pravyj Sektor che in passato fu condannato per rapimento e per racket, nonché famoso per le sue dichiarazioni controverse a sfondo razzista. Lo stesso Oleksandr Muzychka giurò di "combattere i comunisti, gli ebrei e i russi finché il suo sangue fosse scorso nelle sue vene".

## Risultati elettorali
| Elezione          | Voti      | %     | Seggi    |
| ----------------- | --------- | ----- | -------- |
| Parlamentari 2006 | 91.321    | 0,36  | 0 / 450  |
| Parlamentari 2007 | 178.660   | 0,76  | 0 / 450  |
| Parlamentari 2012 | 2.129.246 | 10,45 | 38 / 450 |
| Parlamentari 2014 | 742.022   | 4,71  | 7 / 450  |
| Parlamentari 2019 | 315.568   | 2,15  | 1 / 450  |